# 별의 소녀와 환주악토
별의 소녀와 환주악토(일본어: 星ノ少女ト幻奏楽土)는 cosMo@폭주P의 메이저 2번째 정규 음반이다. 2012년 8월 15일에 EXIT TUNES를 발매원으로 해서, 포니캐년에 의해서 발매됐다. 규격번호는 QWCE-00242이다. 캐치코피는 “그 마을은 소녀들의 바람에 충실했다.”.
또, 2014년 2월 4일에 본작의 소설화가 이치진샤에서 발매.

## 해설
이상한 "마을"(스텔라)를 무대로 한 이야기를 그린 “별의 소녀와 환주악토”시리즈의 악곡을 정리한 컨셉트 앨범이다. 보컬에는 하츠네 미쿠, Megpoid라는 음성합성 시스템 보컬로이드의 보컬 음원이 사용되고 있다. 작사와 작곡은 전곡이 cosMo명의로 되어있지만, 이야기의 세계관의 구축이나, 작사의 조력 등으로 GAiA가 관여했다. 자켓 일러스트는 히다리가 담당, syuri22가 작은 책자 내의 각곡의 이미지 일러스트를 담당했다.
소설판에 대해서는 보컬로이드에서는 없는 소설 오리지널 캐릭터가 사용되고 있다.

## 수록곡
- 작사작곡 - cosMo@폭주P

1. 별의 소녀와 환주악토 / cosMo＠폭주P feat. 메구리네 루카 [2:52]
2. 가출소년와 미아소녀 / cosMo＠폭주P feat. GUMI [5:00]
3. 수도소녀와 우상소녀 / cosMo＠폭주P feat. 하츠네 미쿠 [5:15]
4. 동심소녀와 어른 세계 / cosMo＠폭주P feat. GUMI [7:56]
5. 우리들의 코즈몰러지 / cosMo＠폭주P feat. 하츠네 미쿠 [4:17]
6. Dr. 리얼리스트 / cosMo＠폭주P feat. 카무이 가쿠포 [5:38]
7. 모험소녀와 모형 정원 놀이 / cosMo＠폭주P feat. 하츠네 미쿠 [4:22]
8. 전파소녀와 공상정원 / cosMo＠폭주P feat. 하츠네 미쿠 [4:42]
9. 전생소녀와 전생소년 / cosMo＠폭주P feat. 카가미네 린・렌 [7:19]
10. AI 소녀와 심층심해 / cosMo＠폭주P feat. 메구리네 루카・카가미네 린・카무이 가쿠포・하츠네 미쿠・GUMI [11:50]
11. 연보라색의 엔드롤 / cosMo＠폭주P feat. 메구리네 루카・카가미네 린・카무이 가쿠포 [4:15]
12. 「또 다른 미아 소녀」 / cosMo＠폭주P feat. 카무이 가쿠포・GUMI [1:07]
13. 「제멋대로인 소녀와 ☆」 / cosMo＠폭주P feat. 카무이 가쿠포・하츠네 미쿠 [1:03]
14. 「너는 연령적으로 소녀가 아닌 소녀」 / cosMo＠폭주P feat. 카무이 가쿠포・GUMI [1:00]
15. 「병실의 소녀와 ☆」 / cosMo＠폭주P feat. 카무이 가쿠포 [1:13]
16. 「최고로 흉악한 소녀와 ☆」 / cosMo＠폭주P feat. 카무이 가쿠포・하츠네 미쿠 [1:03]
17. 「전생」 / cosMo＠폭주P feat. 카무이 가쿠포・카가미네 린 [2:20]